# NGC 507
NGC 507 是雙魚座的一個星系。